# 斯通沃爾 (喬治亞州)
斯通沃爾（英語：Stonewall）是位於美國喬治亞州富爾頓縣的一個非建制地區。該地的面積和人口皆未知。

## 地理
斯通沃爾的座標為33°35′52″N 84°32′51″W / 33.59778°N 84.54750°W，而該地的平均海拔高度為313米（即1027英尺）。